# 劍道
劍道（日语：／ Ken dō *）是將日本劍術加以競技化形成的武術運動。正式比賽通常在室內進行，因選手赤足，對場地木地板的品質有較高要求。選手一對一進行比賽，雙方均穿劍道服、戴護具、持竹劍，按規則相互擊打有效部位（頭部、手腕及腰部），由裁判計點數判勝負。亦可舉行團體比賽，由選手數相等的團體雙方分別一對一決出勝負後計算總分。
段位稱號一共有初段至十段（九段、十段已廢除考試）、鍊士、教士及範士。
目前可以考取的最高段位為八段，會員國僅日本、韓國及中華民國三者可考取，其餘會員國只能考取至五段為止。

## 历史
就广义上说剑道对于不同的历史时期及地理文化领域，有着不同的内容和意义以及理解，但基本上都包含“剑”中的剑术，以及“道”中的精神内涵，这两大主线。
狭义的剑道或者日本剑道，是指在日本的地理文化领域内产生的：以日本刀为核心，以刀剑的使用技术为载体，以日本民族历史文化传承为灵魂的武道。
而随着时代的发展，剑道也逐渐的脱离日本走向全球化的世界，現今剑道（けんどう）一詞专指现代剑道、又称体育剑道。是近代为适应社会发展而改造过的武术、体育类竞技。 
而传统的古剑道，日語稱劍術（／），是古代日本武士在战斗时所使用的“真正的武士刀”格斗技。
剑道与武士的关系密不可分，可以说剑道便是由武士们发展出来的。日本地形多山，容易形成地方割据势力，而地域相对狭窄，资源有限，又使得地方势力对内讲求协作，对外强调竞争，因此地方势力之间容易发生冲突，专业的武士阶层便应运而生。为了与环境相匹配，武士们需要具有忠诚、勇猛、遵守规则、重视尊严声誉的品质，这些特征都融入了剑道运动当中。
到了日本史上的明治维新时期，社会快速变革，朝廷集权势力在铲除幕府將軍與諸侯割据的过程中与武士们发生了冲突。精擅冷兵的武士们对阵朝廷的枪炮，虽然勇猛地打过胜仗，最终也难逃被剿灭的命运，好莱坞由汤姆·克鲁斯主演的电影《末代武士》便是反映了该段历史。
尽管电影中的日本武士们使用的是冷兵器，但历史中无论是朝廷方面、还是反抗的武士方面，事实上都已经是充分利用枪炮的近代化军队，甚至包括幕府残余的新选组的土方岁三等人，都是充分利用近代的战舰和枪炮兵器为战；日本刀在战争中，连配角的作用都无法做到。
不过，由于武士们藉由手中的刀剑所展现的决死和勇武精神，给天皇留下了深刻的印象，加之传统和维护政权法统，从明治时代开始，剑道被大力推广普及，直到二次大战结束，剑道才被从军训或體育科目中废止。从二十世纪五十年代起，剑道作为一项纯粹的体育运动，逐渐兴起，直到今天。

## 特點

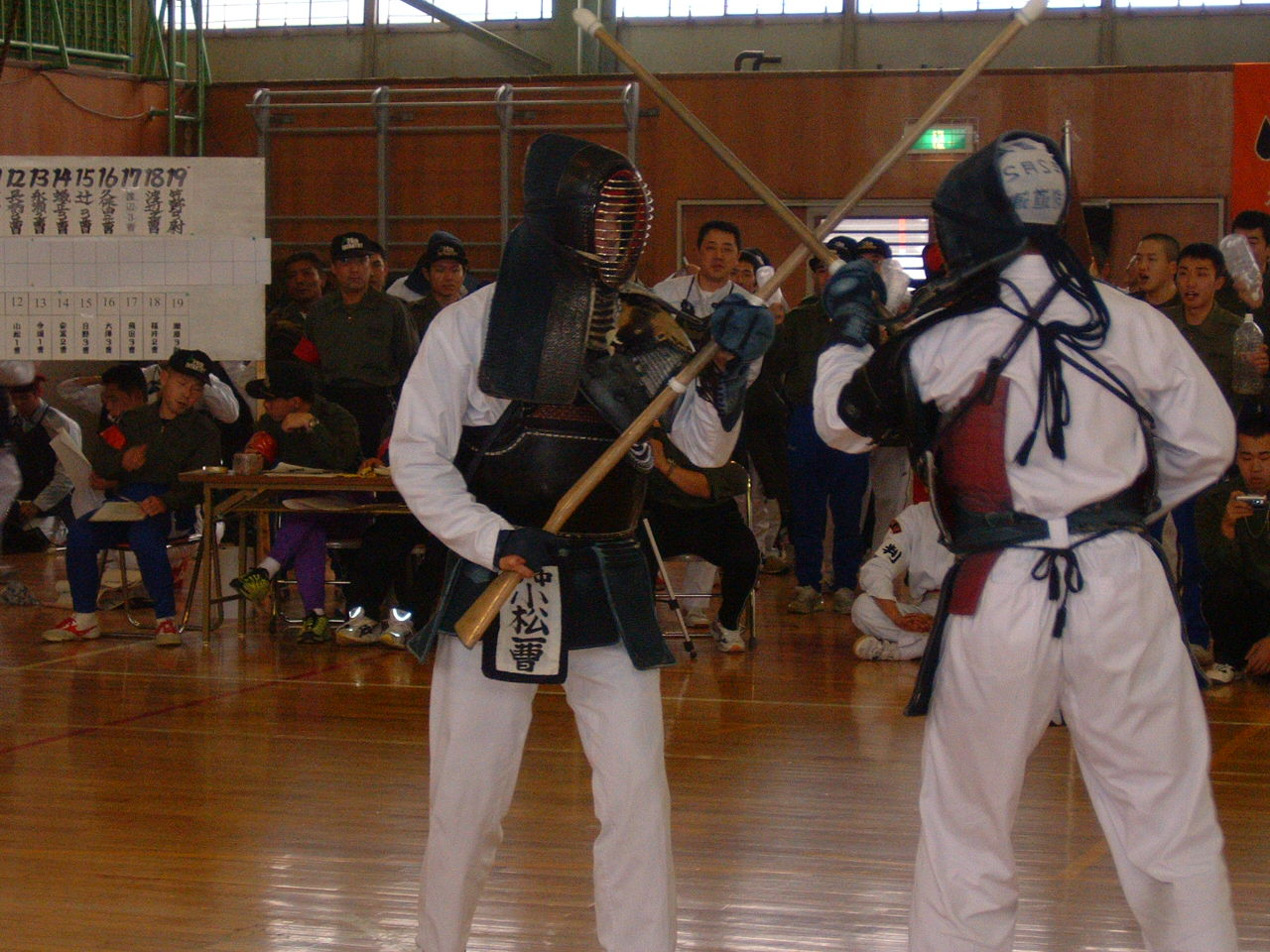
銃劍道

### 具對抗性
劍道模擬對抗雙方持刀劍器械的打鬥實戰。劍道訓練可以提高眼力、步法、應變能力。
雖然對抗性強，但由於護具完備，所以與其他技擊性運動相比，劍道是一項安全的運動，在激烈的正式比賽中也極少出現受傷。

### 運動化
雖然力求模擬雙方持刀劍器械的打鬥實戰，但因為道具和規則所限，變得運動化；早期甚至能夠攻擊足部、或者用腳絆倒對手，現今足部方面，無使用任何護具提供保護（薙刀術和槍術有相關的足部護具），也禁止對足部攻擊，用以保護選手，也廢止了從前准許的搶劍招式。
竹刀造型和真劍相去甚遠，雖然如此，也有仿真刀握柄的小判與刀身較胖的胴張等等類型的竹劍。一說劍道是練習對戰的感覺與出手時機，而居合道為學習正確刃筋使用法，兩者不應有所偏廢。

### 哲學內涵深遠
劍道里蘊藏了東方哲學的智慧，它講求氣、劍、體一致，以靜制動、不變應萬變、後發制人、弱勝強柔克剛等等，在劍道裡都能體會到。
劍道還很強調精神力量，通過它可以訓練出一種處變不驚、以心靜如水的沉著來應對危機的能力。

### 以剑客持真刀對戰為基礎想定
除了要打中要害（头部/腹部/咽喉）或確切讓對手失去戰力（打中手部），劍道還要用刀的前端刀刃部位（打突部）切得夠深入，才算得分。
這跟西洋劍或其他競技的想定有差別。

## 握刀法

### 上段構
高举竹刀，做劈砍之势（分左上段、正上段）。

### 中段構
尖對準對手面部或喉部，是攻守兼具的姿勢。當對方打擊時，刺到對方的喉部與胸部不予給分。

### 下段構
劍尖對準对手左膝盖处。

### 脅構（肋構）
劍斜放於腰部，正面看不见剑，是個佯降而欲突擊的式子。

### 八相（八相之構）
扛劍於肩上嘴与剑柄平行。

### 平青眼（平睛眼）
指劍尖指向對手左眼的中段，通常是對付上段時使用。

### 霞構
以劍尖對住對方的右手，劍尖下沉而向後傾，和指向左眼的平青眼不同，通常是對付右上段或正二刀時使用。

### 二刀流（雙刀）
逆二刀（左手長刀、右手短刀）；正二刀（右手長刀、左手短刀）

## 劍道比賽
比賽方式分為團體得分賽、團體過關賽、個人賽。
通常團體賽的組員有五至七人。每場比賽均派五人（前鋒、次鋒、中鋒、副將、主將）上場。

### 比賽時間
1. 比賽時間以五分鐘為基準，延長時則以三分鐘為基準。但在主審宣告有效擊刺或比賽停止後至再開始之所費時間，不包括在比賽時間之內。

### 勝敗之決定
1. 比賽以三次勝負為原則，但在運營上必要時得以一次決勝負。
2. 勝敗是以在比賽時間內先得分二次者為勝，但在一方得分一次直至比賽時間終了，則以得分一次者為勝。

### 團體得分賽
1. 出場順序於每場出賽前提出名單。
2. 勝負判定：

- 團體比賽除下述外，得按大會所定之方法進行而決定勝敗：
- 勝者數法：由勝者人數來決定團體之勝敗，但勝者人數相同時，以總得分次數較多之隊為勝，而總得分次數相同時，由代表者戰決定勝負。

### 團體過關賽
1. 出場順序於每場出賽前提出名單。
2. 照段位排列，段位高者在後，低者在前。
3. 勝負判定：

- 計時勝負一次賽，勝者繼續比賽，敗者淘汰，以未賽完選手之隊為勝隊。
- 每場比賽時間五分鐘，時間終了未分勝負時，雙方均需退場，主將戰時，時間內未分勝負，則以不計時勝負一次，至分出勝負為止。

## 國際組織

### 國際劍道聯盟
國際劍道聯盟（英語：International Kendo Federation, FIK）創立於1970年。每3年舉辦世界劍道錦標賽。2024年7月止共有64個會員國加盟。

## 護具
最早在16世纪产生雏形，18世纪正式确定以现在的护具配合竹刀的对抗方式，分別為頭盔、手部、護胸、腰垂。

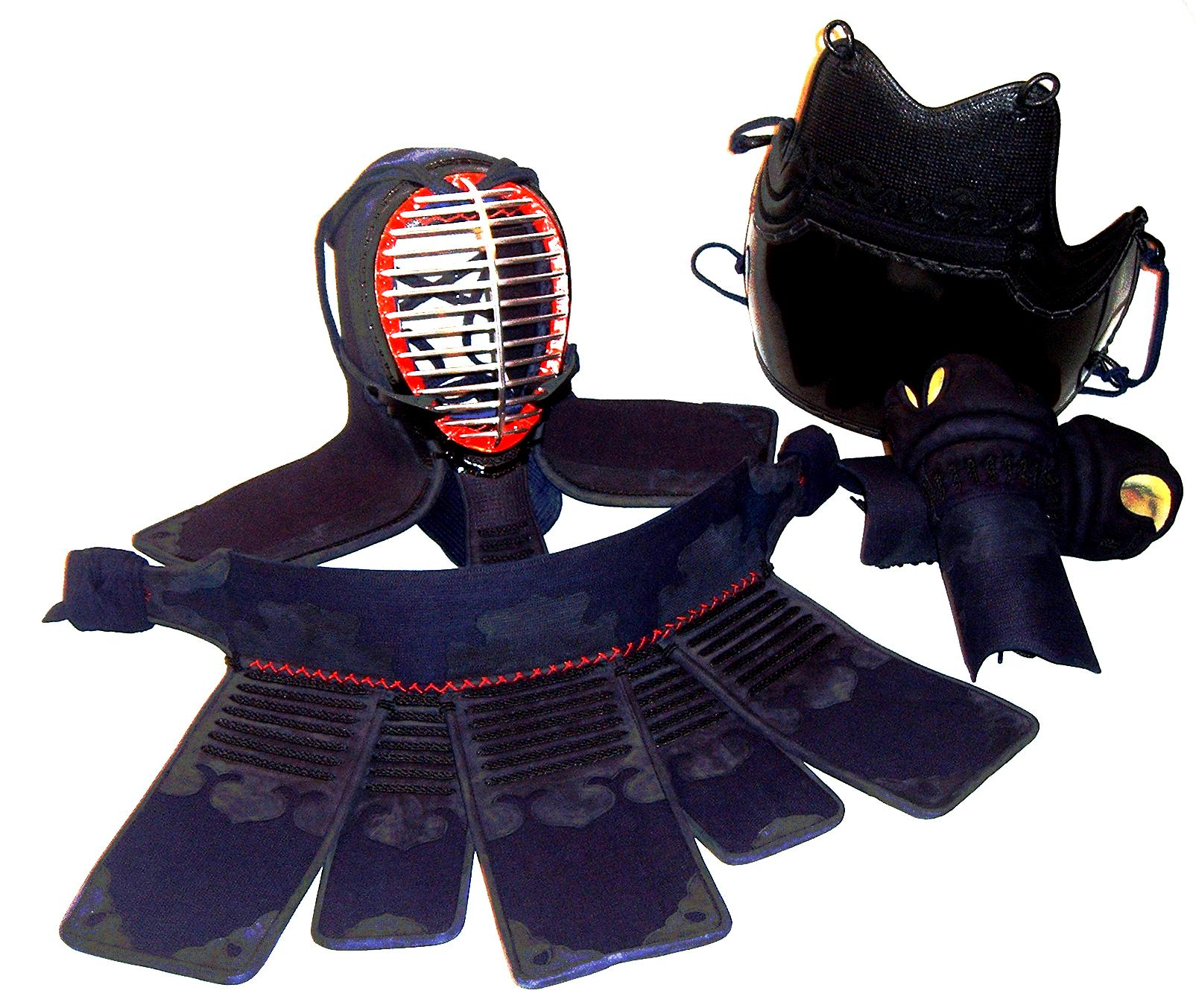
劍道護具.
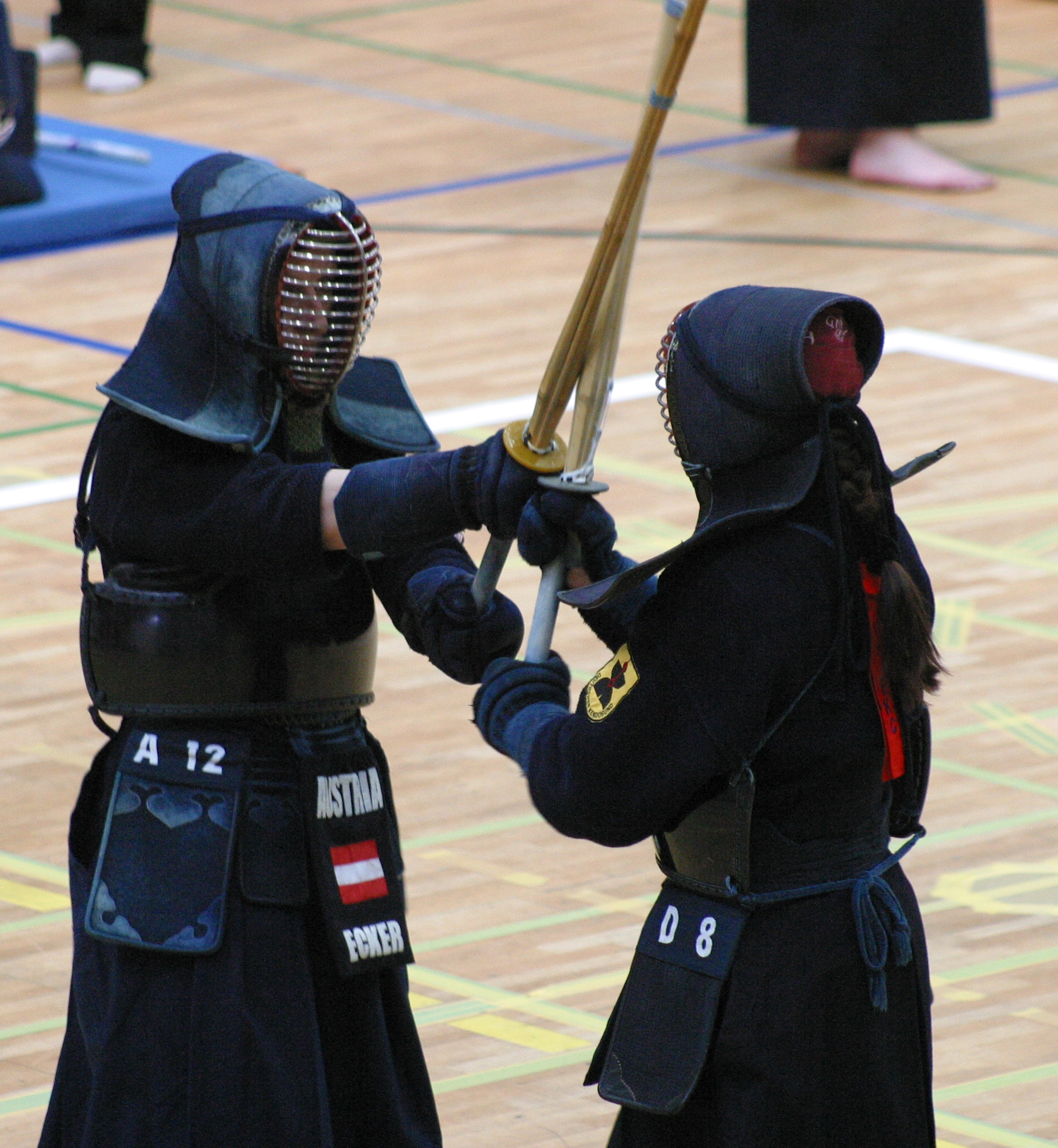
交锷
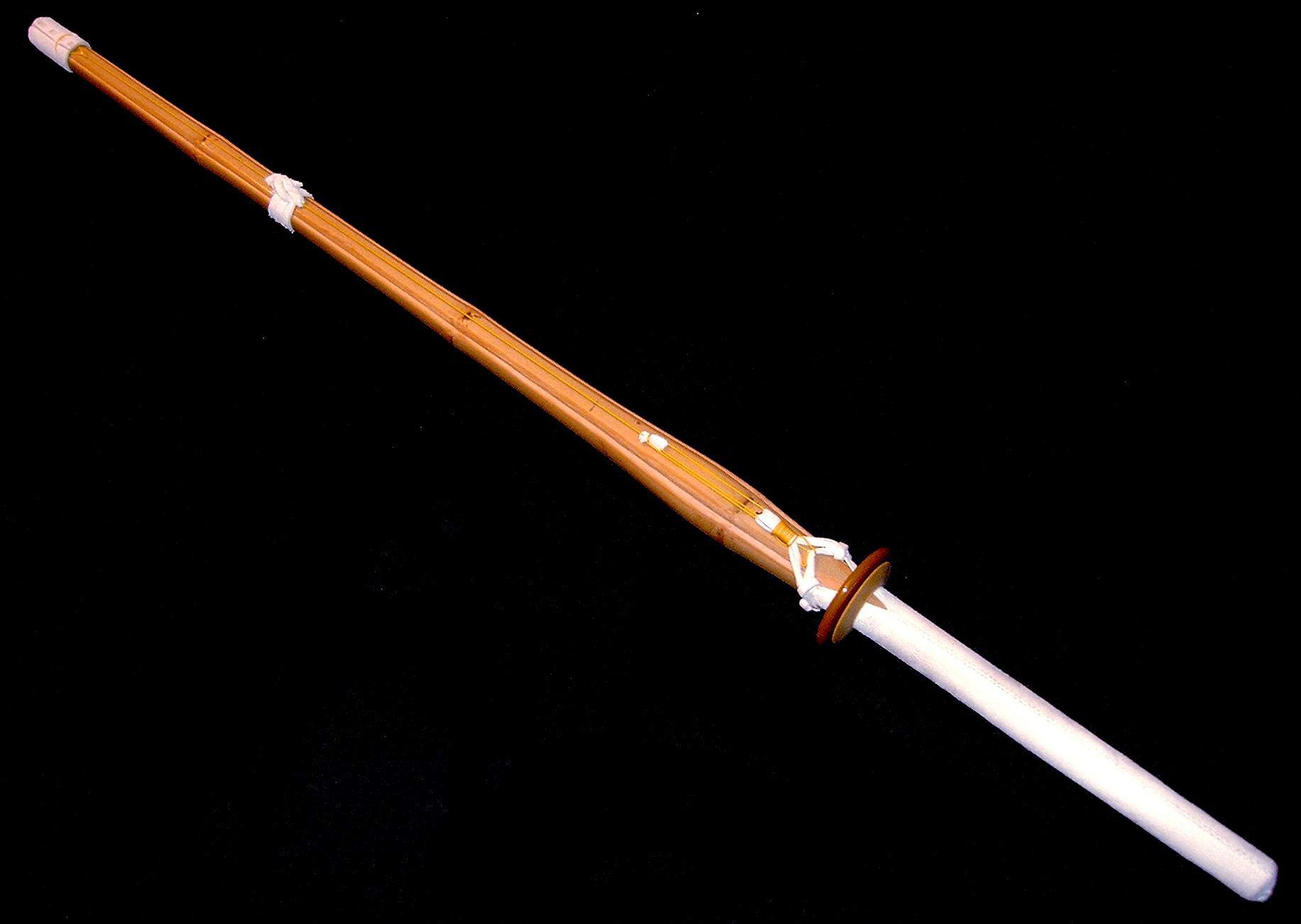
竹劍.
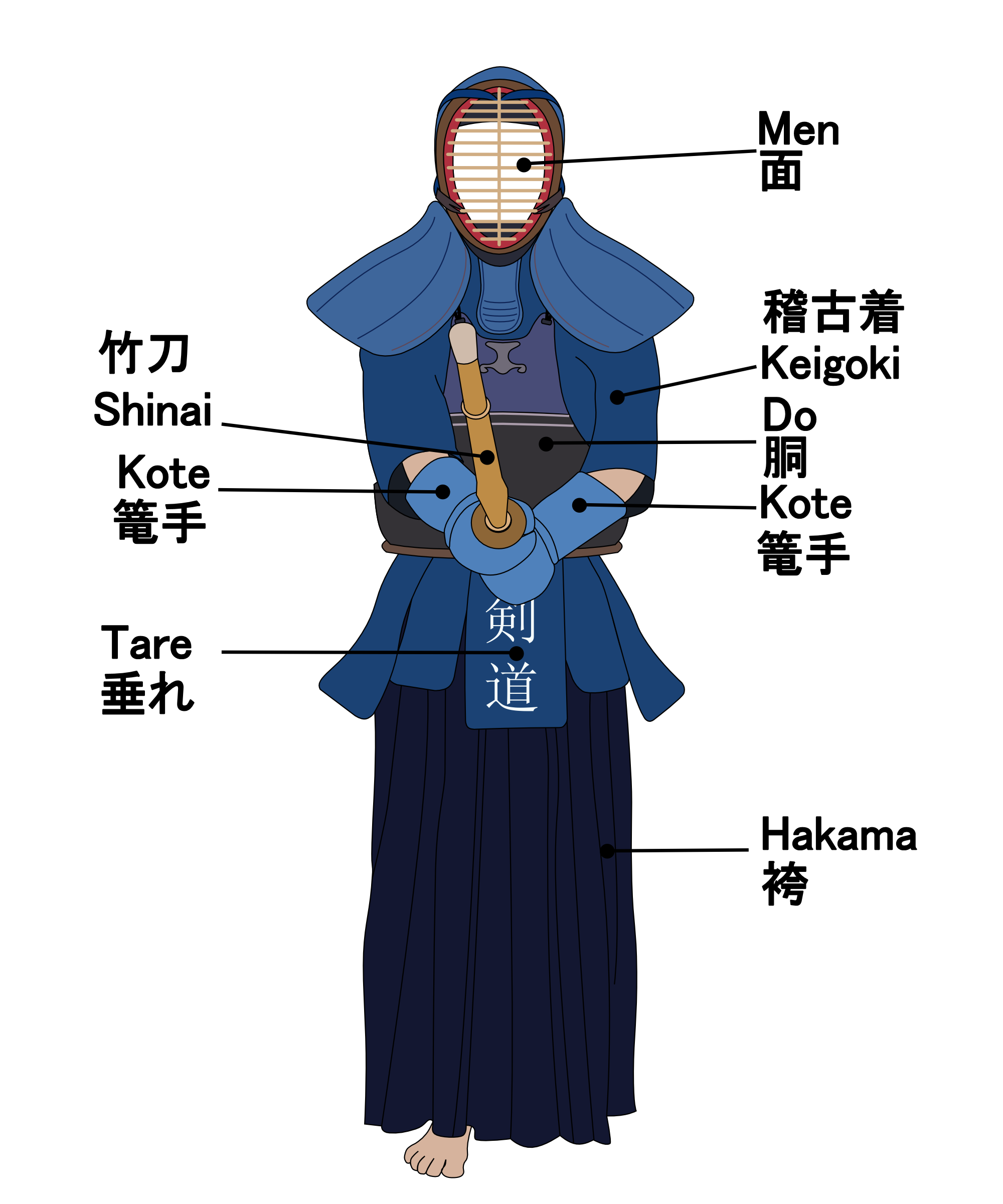
護具名稱
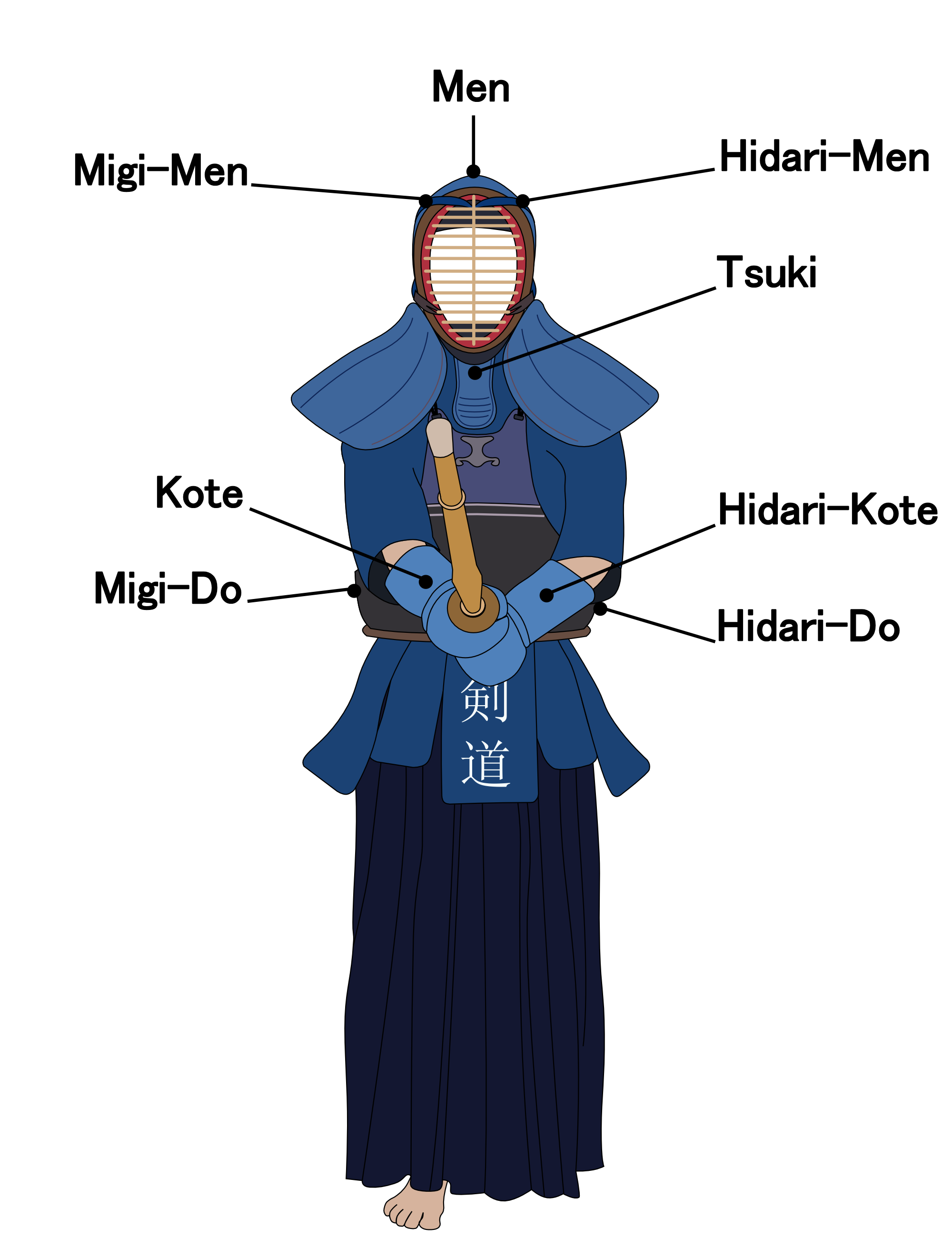
擊中部位名稱

## 外部連結
- 香港赤心館劍道場 （页面存档备份，存于）
- 香港正道舘劍道場（页面存档备份，存于）
- 香港劍德會（页面存档备份，存于）
- 香港鍊心館劍道場（页面存档备份，存于）
- 香港大學劍道學會（页面存档备份，存于）
- 全日本劍道聯盟（页面存档备份，存于）
- 中華民國劍道協會（页面存档备份，存于）
- 北京劍道會
- 香港劍道協會（页面存档备份，存于）
- 劍道地圖
- 杭州劍道愛好會（页面存档备份，存于）
- 宁波剑道爱好会（页面存档备份，存于）
- 北京五轮劍道馆（页面存档备份，存于）
- 台北市松山劍道館（页面存档备份，存于）
- 台北市大安區劍道委員會寶藏巖劍道館
- 剑道中国网络社区
- 天津剑道豆瓣小站（页面存档备份，存于）
- 天津日新剑道馆 （页面存档备份，存于）